# اچ‌ام‌اس ملویل (۱۸۱۷)
اچ‌ام‌اس ملویل (۱۸۱۷) (به انگلیسی: HMS Melville (1817)) یک کشتی بود که طول آن ۱۷۶ فوت (۵۴ متر) بود. این کشتی در سال ۱۸۱۷ ساخته شد.